# Jacobiho metoda
Jacobiho metoda (též Jacobiova metoda) je v lineární algebře iteračním algoritmem pro numerické řešení soustavy lineárních rovnic. Je založena na rozkladu matice soustavy na součet dvou komponent, z nichž jedna je diagonální a je díky tomu snadné určit její inverzní matici. V nematicové formulaci postup odpovídá tomu, že v každé iteraci se použitím přibližných hodnot řešení z každé rovnice vypočítá diagonální prvek, který představuje novou iteraci a přesnější odhad řešení. Metoda je pojmenována po Carlu Gustavu Jacobim.

## Princip metody
Nechť
{\displaystyle A\mathbf {x} =\mathbf {b} }
je soustava n lineárních rovnic o n neznámných, kde:
{\displaystyle A={\begin{bmatrix}a_{11}&a_{12}&\cdots &a_{1n}\\a_{21}&a_{22}&\cdots &a_{2n}\\\vdots &\vdots &\ddots &\vdots \\a_{n1}&a_{n2}&\cdots &a_{nn}\end{bmatrix}},\qquad \mathbf {x} ={\begin{bmatrix}x_{1}\\x_{2}\\\vdots \\x_{n}\end{bmatrix}},\qquad \mathbf {b} ={\begin{bmatrix}b_{1}\\b_{2}\\\vdots \\b_{n}\end{bmatrix}}.}
Potom lze A rozložit na diagonální složku D a složku N s nulami v hlavní diagonále.
{\displaystyle A=D+N\qquad {\text{kde}}\qquad D={\begin{bmatrix}a_{11}&0&\cdots &0\\0&a_{22}&\cdots &0\\\vdots &\vdots &\ddots &\vdots \\0&0&\cdots &a_{nn}\end{bmatrix}}{\text{ a }}N={\begin{bmatrix}0&a_{12}&\cdots &a_{1n}\\a_{21}&0&\cdots &a_{2n}\\\vdots &\vdots &\ddots &\vdots \\a_{n1}&a_{n2}&\cdots &0\end{bmatrix}}}
Rovnici je potom možno přepsat do tvaru
{\displaystyle D\mathbf {x} =\mathbf {b} -N\mathbf {x} ,}
tj.
{\displaystyle \mathbf {x} =D^{-1}(\mathbf {b} -N\mathbf {x} ).}
Řešení této úlohy je potom možno v některých případech (viz níže podmínka konvergence) získat iterací vztahu
{\displaystyle \mathbf {x} ^{(k+1)}=D^{-1}(\mathbf {b} -N\mathbf {x} ^{(k)}),}
kde {\displaystyle \mathbf {x} ^{(k)}} je k-tá iterace {\displaystyle \mathbf {x} } a {\displaystyle \mathbf {x} ^{(k+1)}} je další iterace {\displaystyle \mathbf {x} }. Po rozepsání na jednotlivé prvky mají iterace tvar
{\displaystyle x_{i}^{(k+1)}={\frac {1}{a_{ii}}}\left(b_{i}-\sum _{j\neq i}a_{ij}x_{j}^{(k)}\right),\quad i=1,2,\ldots ,n.}

## Konvergence metody
Postačující podmínkou pro konvergenci metody je, že matice A je řádkově ostře diagonálně dominantní. To znamená, že pro každý řádek je absolutní hodnota diagonálního členu větší než součet absolutních hodnot ostatních členů:
{\displaystyle \left|a_{ii}\right|>\sum _{j\neq i}{\left|a_{ij}\right|}.}
Tato podmínka není nutná. Jacobiho metoda může konvergovat i pro matice, které tuto podmínku nesplňují.

## Příklad v nematicové formulaci
Řešení soustavy
{\displaystyle {\begin{aligned}10x_{1}-x_{2}+2x_{3}&=6,\\-x_{1}+11x_{2}-x_{3}+3x_{4}&=25,\\2x_{1}-x_{2}+10x_{3}-x_{4}&=-11,\\3x_{2}-x_{3}+8x_{4}&=15.\end{aligned}}}
spočívá v nalezení hodnoty {\displaystyle x_{1}} z první rovnice, přičemž ostatní neznámé nabývají hodnoty zvolené počáteční iterací. Z druhé rovnice se podobně určí hodnota {\displaystyle x_{2}} atd.
Pro počáteční iteraci (0, 0, 0, 0) je další iterace
{\displaystyle {\begin{aligned}x_{1}&=(6+0-(2\times 0))/10=0.6,\\x_{2}&=(25+0+0-(3\times 0))/11=25/11=2.2727,\\x_{3}&=(-11-(2\times 0)+0+0)/10=-1.1,\\x_{4}&=(15-(3\times 0)+0)/8=1.875.\end{aligned}}}
Toto je další odhad řešení. Postup se opakuje a v tabulce jsou shrnuta přibližná řešení po pěti iteracích.
| {\displaystyle x_{1}} | {\displaystyle x_{2}} | {\displaystyle x_{3}} | {\displaystyle x_{4}} |
| --------------------- | --------------------- | --------------------- | --------------------- |
| 0,6                   | 2,27272               | -1.1                  | 1,875                 |
| 1,04727               | 1,7159                | -0,80522              | 0,88522               |
| 0,93263               | 2,05330               | -1,0493               | 1,13088               |
| 1,01519               | 1,95369               | -0,9681               | 0,97384               |
| 0,98899               | 2,0114                | -1,0102               | 1,02135               |

Přesné řešení soustavy je (1, 2, −1, 1) .